# جین کیونگ
جین کیونگ (کره‌ای: 진경؛ انگلیسی: Jin Kyung؛ زادهٔ ۲۷ مارس ۱۹۷۲) بازیگر اهل کره جنوبی است. از آثاری که وی در آن‌ها نقش داشته‌است می‌توان به مرد بی‌گناه، کتاب خانواده گو، دکتر خوب، و پینوکیو اشاره کرد.